# Бараково (Шарлицький район)
Бара́ково (рос. Бараково) — село у складі Шарлицького району Оренбурзької області, Росія.

## Населення
Населення — 83 особи (2010; 153 у 2002).
Національний склад (станом на 2002 рік):
- росіяни — 87 %